# 张瑞 (1943年)
张瑞（1943年—），山西大同人，中国人民解放军将领、中国人民解放军中将。 
2001年，授予中国人民解放军中将，曾任第二炮兵副司令员。 